# 索姆洛讷
索姆洛讷（法語：Sommelonne，法語發音：[sɔmlɔn]）是法国默兹省的一个市镇，属于巴勒迪克区。

## 地理
索姆洛讷（48°40'17"N, 5°2'16"E）面积10.22 平方千米，位于法国大東部大區默兹省，该省份为法国西北部内陆省份，北与比利时接壤，西接马恩省和阿登省，南至上马恩省和孚日省，东临默尔特-摩泽尔省。
与索姆洛讷接壤的市镇（或旧市镇、城区）包括：尚斯奈、昂塞维尔、博东维利耶、艾龙维尔、利勒昂里戈、吕欧诺南、索德吕。

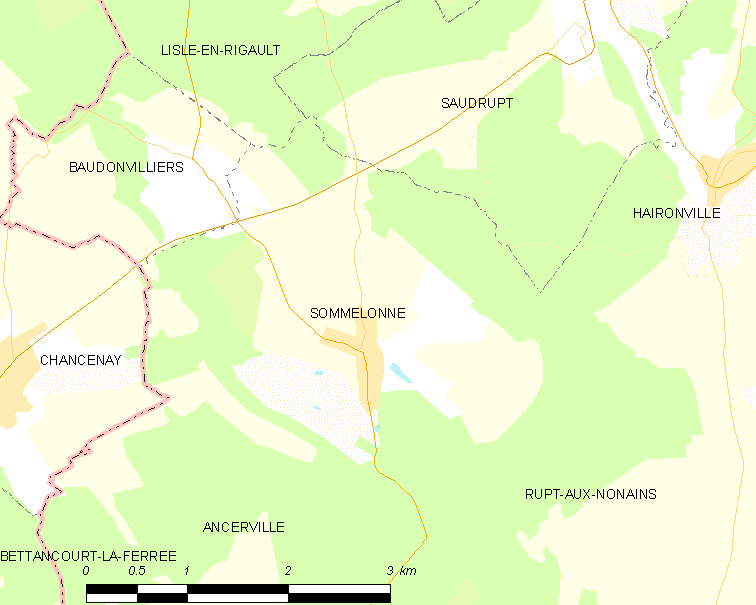
索姆洛讷的OSM定位图

索姆洛讷的时区为UTC+01:00、UTC+02:00（夏令时）。

## 行政
索姆洛讷的邮政编码为55170，INSEE市镇编码为55494。

## 政治
索姆洛讷所属的省级选区为昂塞维尔县。

## 人口

1962-2008年间索姆洛讷人口变化图示

索姆洛讷于2022年1月1日时的人口数量为401人。